# Holonomie
In de differentiaalmeetkunde is de holonomie van een verbinding op een gladde variëteit een algemeen meetkundig gevolg van de kromming van de verbinding, die de mate, waarin paralleltransport rondom gesloten lussen er niet in slaagt de meetkundige gegevens, die worden vervoerd, te bewaren. Voor vlakke verbindingen is de geassocieerde holonomie een soort van monodromie, en is holonomie een inherent globaal begrip. Voor gekromde verbindingen heeft holonomie niet-triviale lokale en globale kenmerken. Volgens de stelling van Ambrose-Singer is de holonomie van een verbinding nauw verbonden met de kromming. 
Holonomie komt het meeste voor bij verbindingen die een zekere mate van symmetrie bezitten. Een voorbeeld van een dergelijke verbinding uit de Riemann-meetkunde is de Levi-Civita-verbinding. Ander voorbeelden zijn verbindingen in vectorbundels, de holonomie in een Cartan-verbinding en de holonomie van verbindingen in hoofdbundels. In al deze gevallen kan de holonomie van de verbinding worden omschreven als een lie-groep. 
Het begrip holonomie werd in 1926 voor het eerst gebruikt door Élie Cartan om symmetrische ruimten te kunnen bestuderen en omschrijven. 